# Kościół Przemienienia Pańskiego w Garbowie
Kościół Przemienienia Pańskiego – murowana świątynia w Garbowie, zbudowana w latach 1907-1911 według projektu architekta Józefa Piusa Dziekońskiego. W 1915 roku uszkodzona przez pocisk artyleryjski, odrestaurowana do 1922 roku. W dniu 6 lipca 1930 konsekrowany przez biskupa Mariana Fulmana. 
Kościół został wybudowany z cegły palonej, w stylu neogotyckim. Kościół posiada trzy nawy i dwie kaplice oraz dwie zakrystie przy prezbiterium. Nad elewacją frontową świątyni dominują dwie wieże o wysokości 75 metrów, nad nawą znajduje się wieżyczka na sygnaturkę. Przy prezbiterium znajdują się dwa ołtarze drewniane w stylu neogotyckim. W ołtarzu głównym widnieją dwa obrazy: Przemienienia Pańskiego i św. Wojciecha. W lewej kaplicy znajduje się ołtarz ze sceną Wniebowzięcia Najświętszej Maryi Panny i wizerunkiem Matki Bożej Różańcowej, w prawej – św. Leonarda i św. Antoniego. Ławki w nawie głównej, ambona i chrzcielnica reprezentują styl neogotycki. Na chórze muzycznym znajdują się organy 35-głosowe z 1929 roku firmy Biernackiego, w oknach widnieją witraże wykonane w Warszawie w 1921 roku przez artystę Białkowskiego.

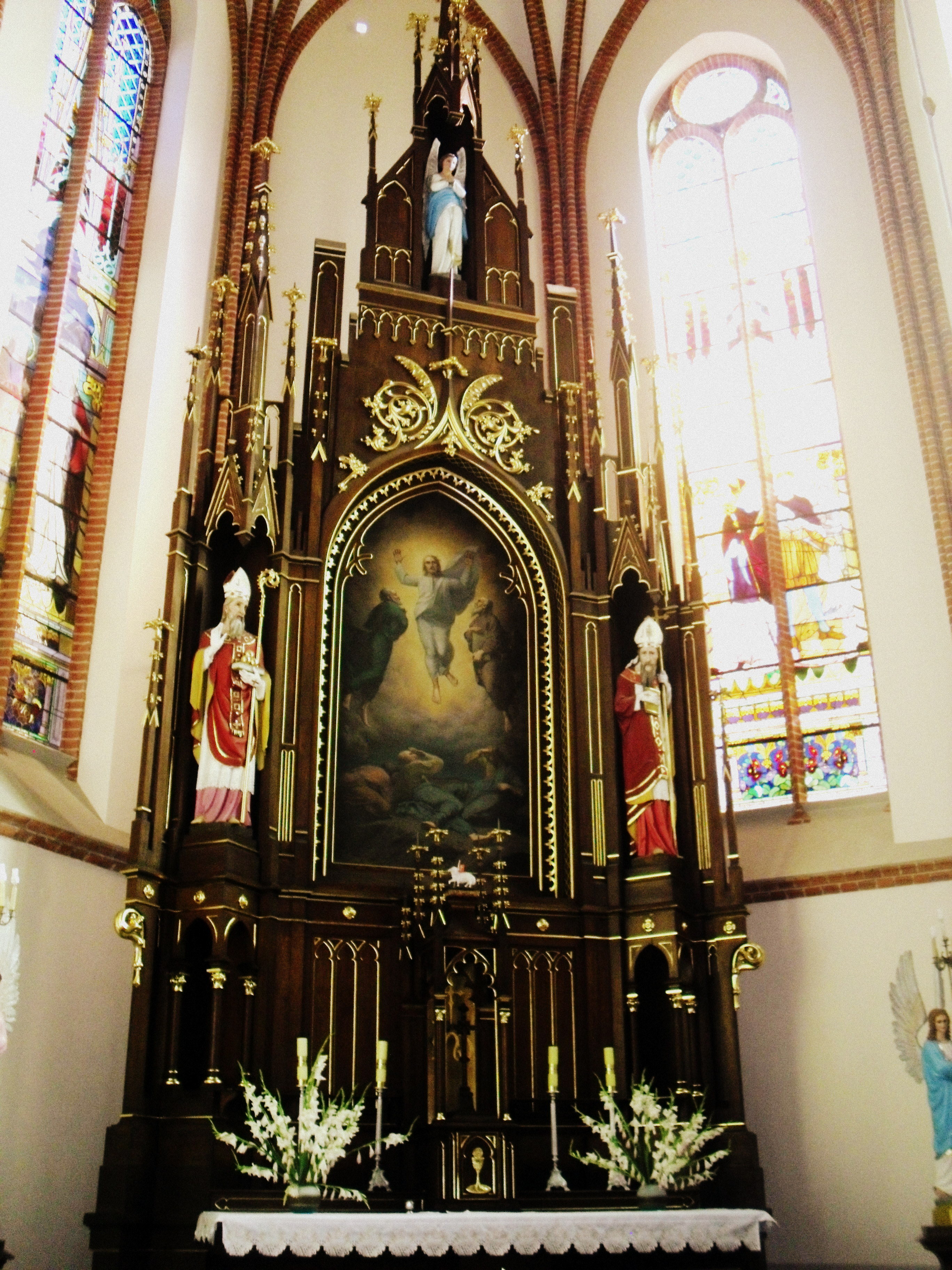
Ołtarz główny
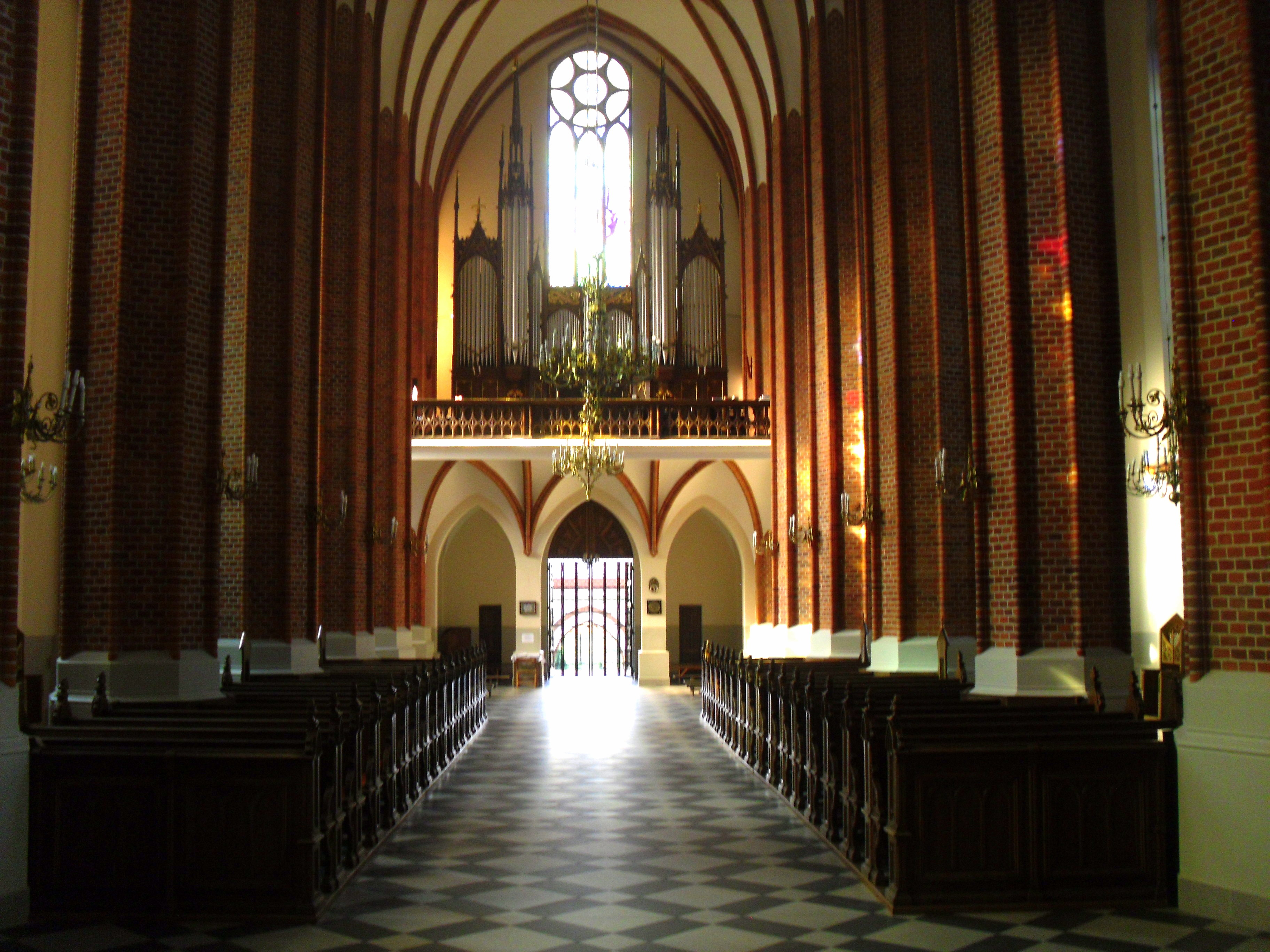
Wnętrze
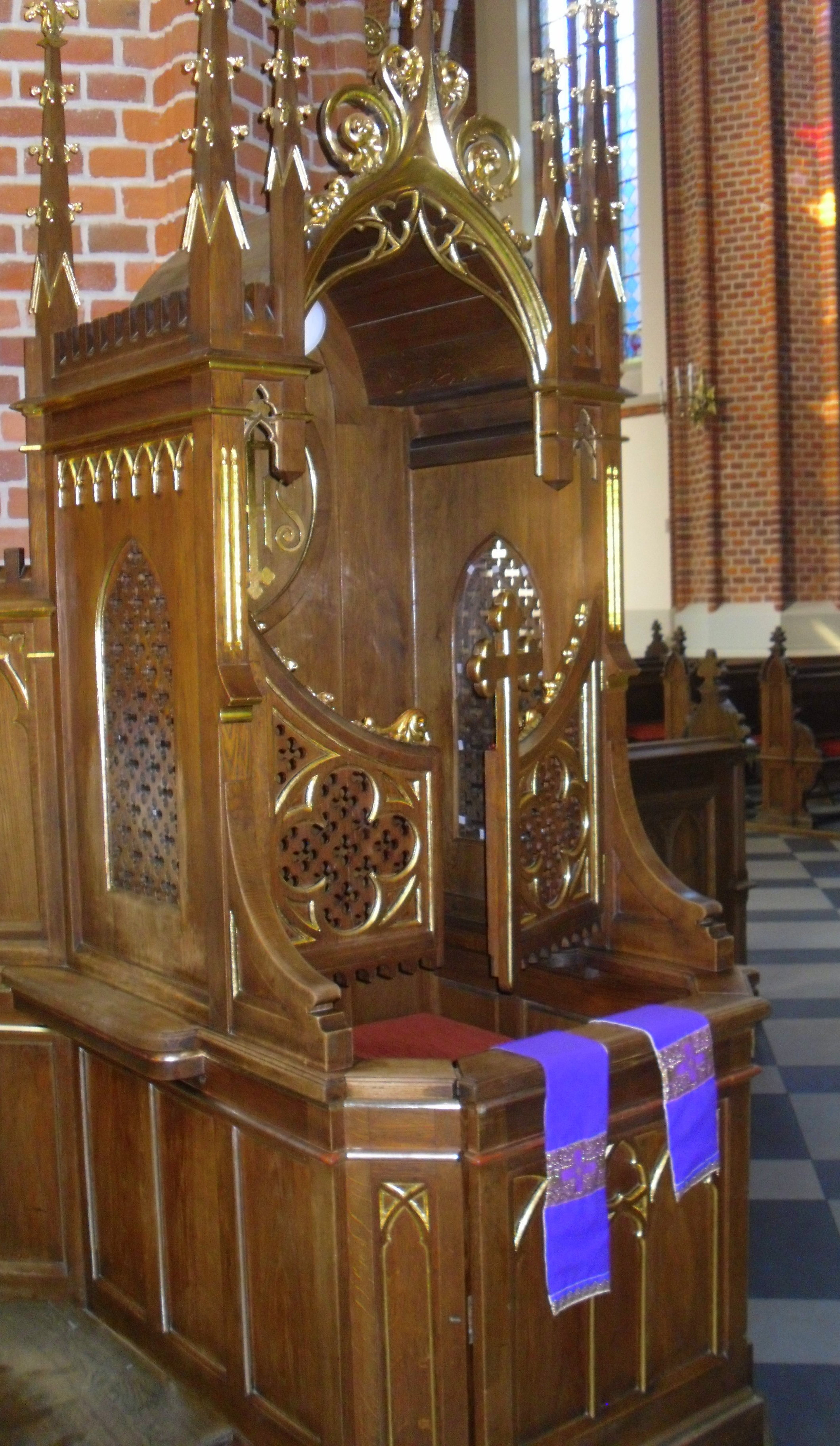
Konfesjonał
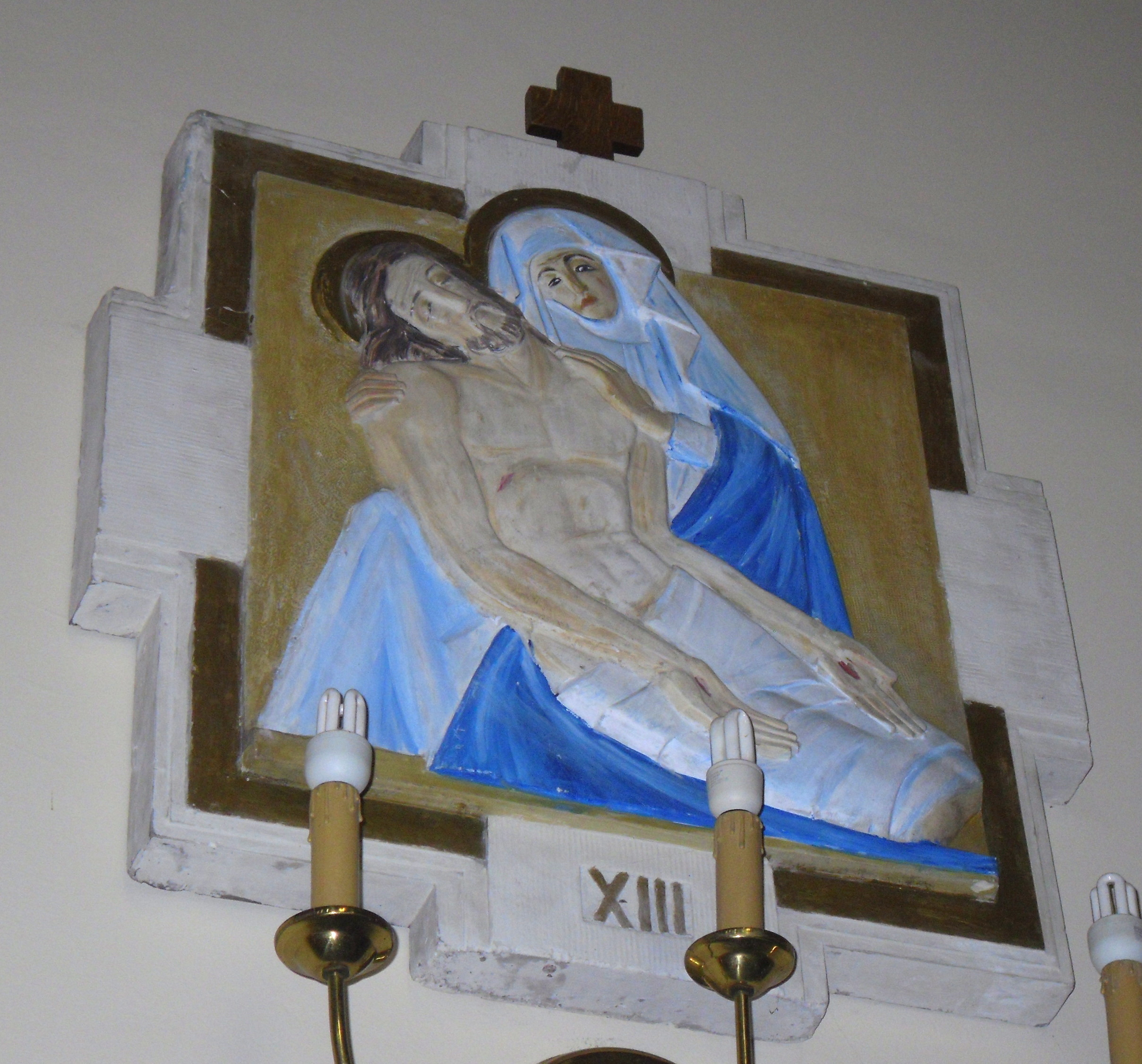
Stacja drogi krzyżowej autorstwa Zofii Trzcińskiej-Kamińskiej, rzeźbiarki pochodzącej z Lesiec
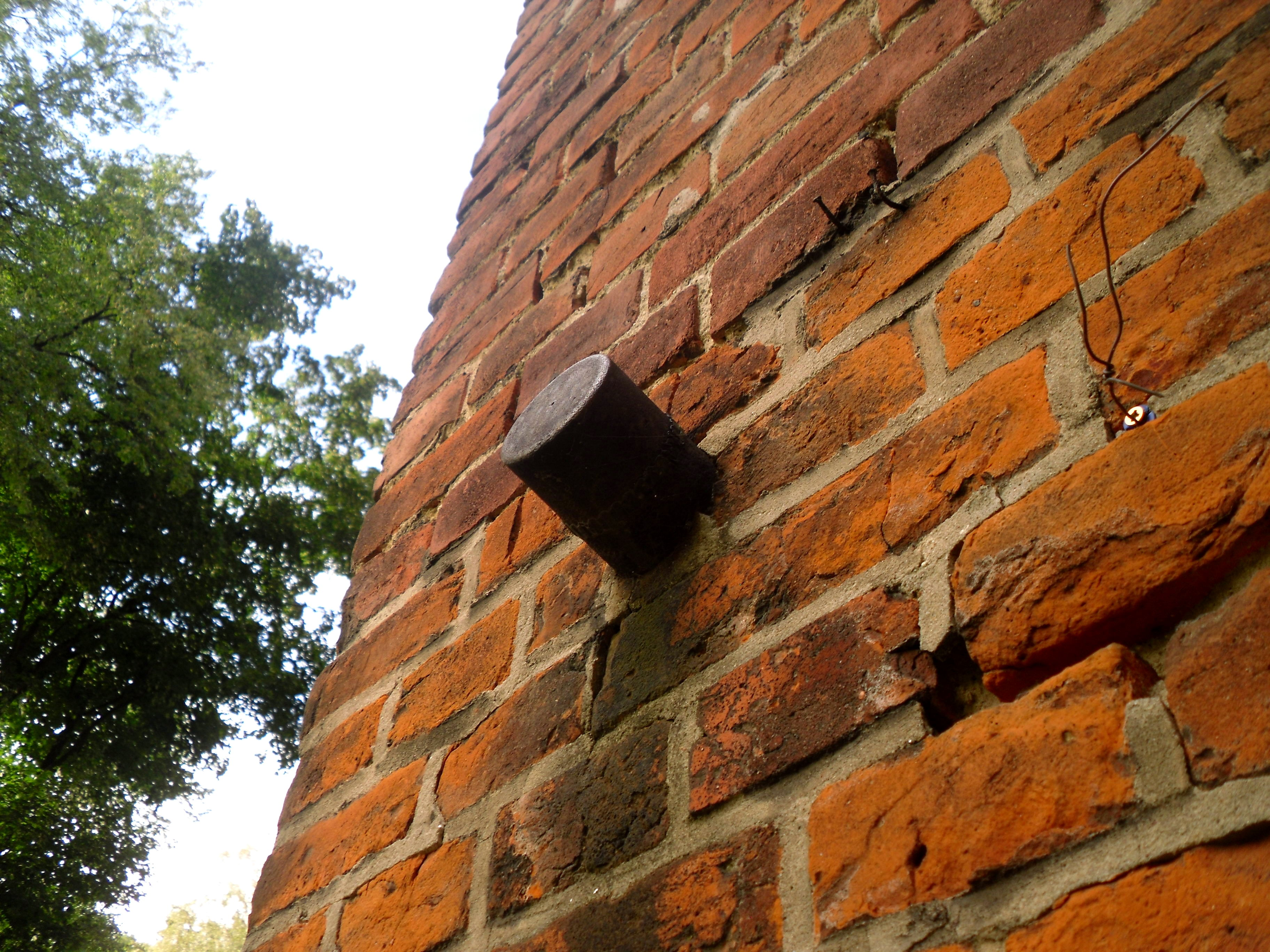
Jeden z pocisków wmurowany w elewację zachodnią kościoła w czasie remontu ze zniszczeń I wojny światowej
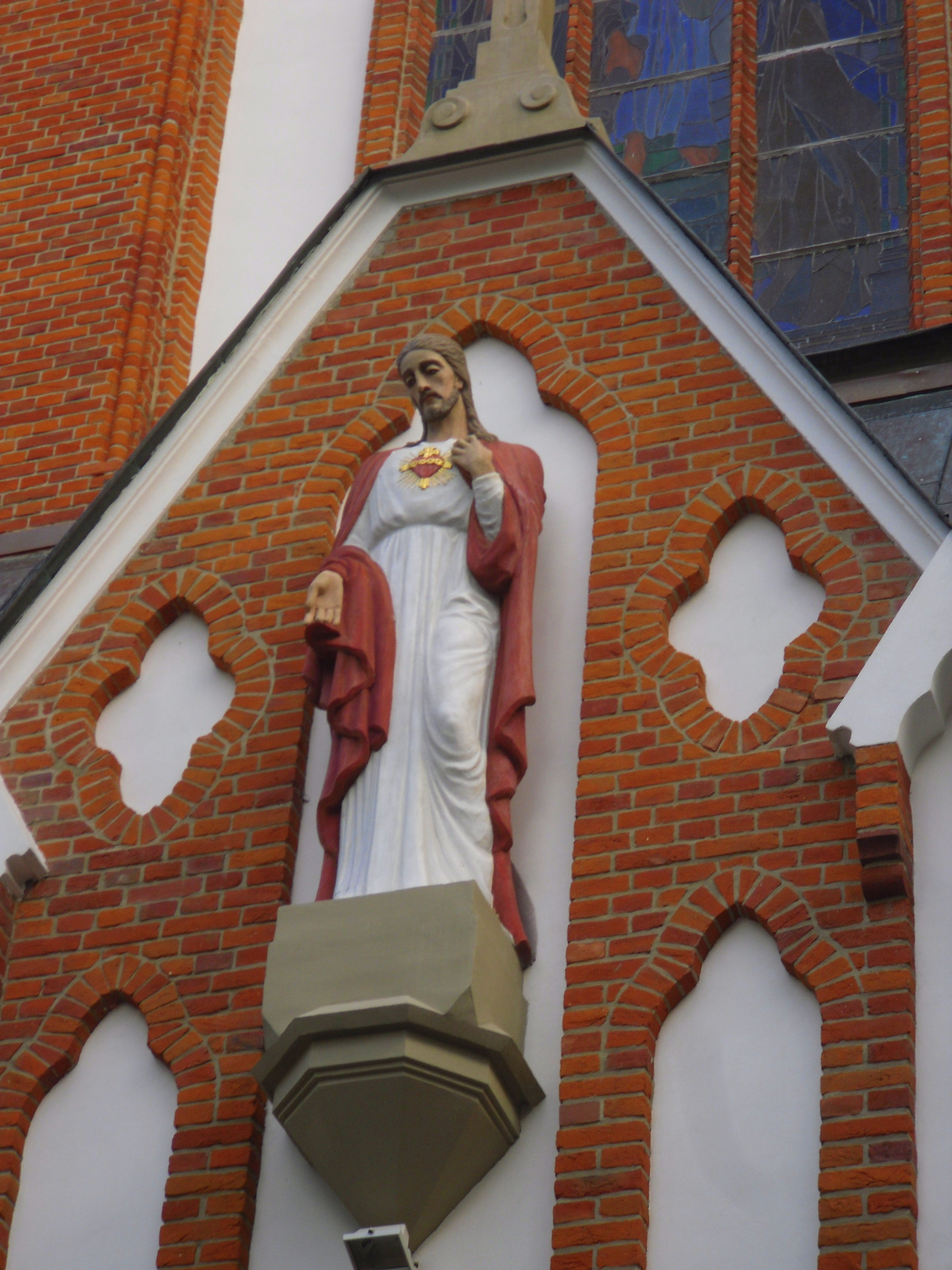
Rzeźba Chrystusa umieszczona nad głównym wejściem do świątyni
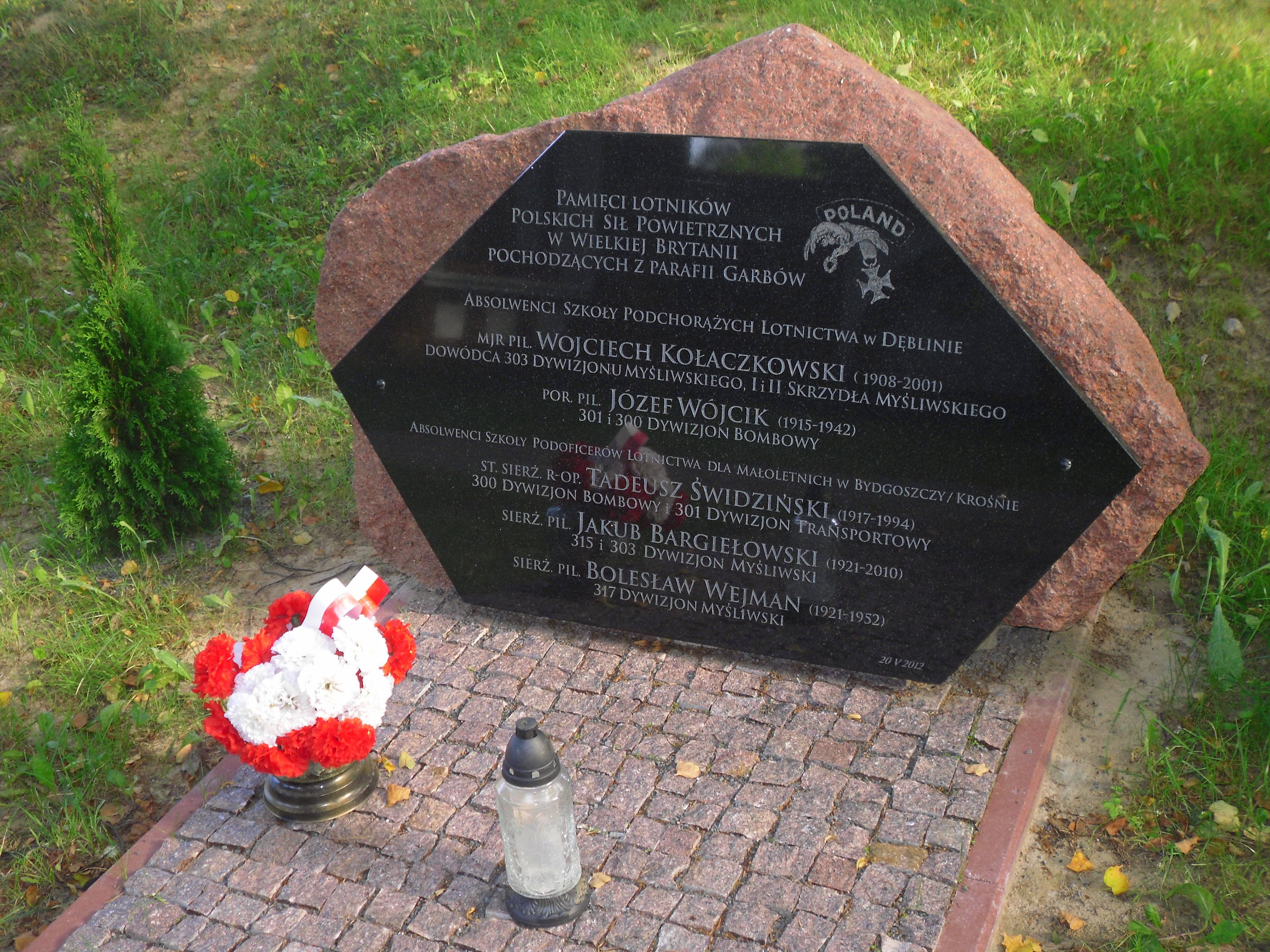
Pomnik usytuowany obok kościoła, poświęcony pięciu lotnikom Ziemi Garbowskiej walczącym w bitwie o Anglię